# Dracocephalum formosum
Dracocephalum formosum là một loài thực vật có hoa trong họ Hoa môi. Loài này được Gontsch. mô tả khoa học đầu tiên năm 1938.